# Sarah Wiener
Sarah Wiener (ur. 27 sierpnia 1962 w Halle (Westf.)) – austriacka kucharka, przedsiębiorca, prezenterka telewizyjna, autorka książek kulinarnych, posłanka do Parlamentu Europejskiego IX kadencji.

## Życiorys
Córka pisarza Oswalda Wienera i artystki Lore Heuermann. Urodziła się w Niemczech, posiada obywatelstwo austriackie. Po rozwodzie rodziców mieszkała wraz z matką, wychowywała się w Wiedniu. Kształciła się w szkole dla dziewcząt z internatem, którą porzuciła, gdy miała 16 lat. Podróżowała autostopem po Europie, pracowała w różnych miejscach. Osiedliła się później w Berlinie, trenowała taekwondo (została mistrzynią Berlina w tej dyscyplinie), a także pracowała w należącej do jej ojca restauracji Exil. Założyła przedsiębiorstwo Sarah Wieners Tracking Catering, oferujące usługi cateringowe, obsługiwała m.in. ekipy z planów filmowych. Z czasem rozwijała swoją działalność, prowadząc również różne restauracje.
Stała się także popularną osobowością telewizyjną, występującą w różnych programach kulinarnych w niemieckojęzycznych mediach (m.in. Die kulinarischen Abenteuer der Sarah Wiener, Sarah und die Küchenkinder, Sarah Wieners erste Wahl). Założyła i stanęła na czele fundacji Sarah Wiener Stiftung, zajmującej się kształtowaniem świadomości żywieniowej u dzieci. Autorka licznych publikacji o tematyce kulinarnej. Określana jako jedna z najpopularniejszych osób branży gastronomicznej w krajach niemieckojęzycznych, w szczególności promująca prozdrowotne zmiany nawyków żywieniowych.
W 2019 przyjęła wysuniętą przez austriackich Zielonych propozycję wystartowania do Europarlamentu. W wyniku głosowania z maja tegoż roku uzyskała mandat posłanki do Parlamentu Europejskiego IX kadencji. Sprawowała go do 2019.

## Życie prywatne
Była żoną niemieckiego aktora Petera Lohmeyera.